# ケッチェン

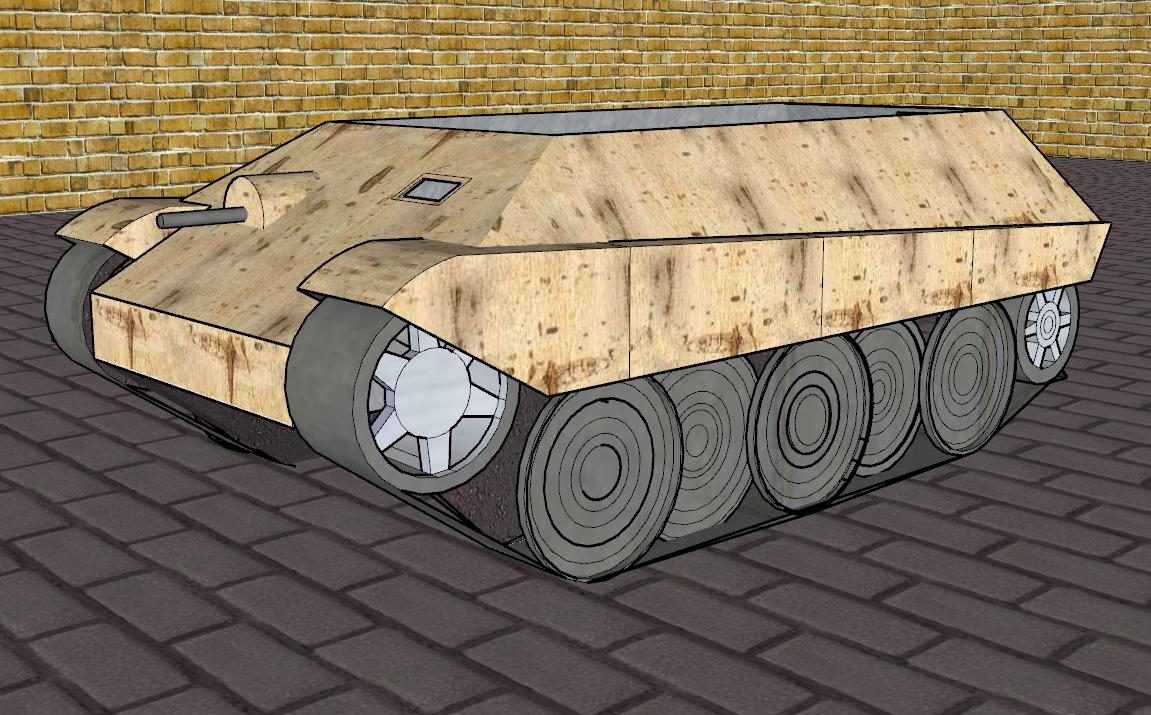
ケッチェン装甲兵員輸送車のイラスト

ケッチェン（Gep. MTW Kätzchen）は、第二次世界大戦末期にドイツで製作された装甲兵員輸送車。

## 概要
1944年から45年にかけ、アウトウニオンは2両の試作車輌を製造した。車体形状はティーガーII戦車のそれと類似していたものの、よりずっと小型だった。この車輌は前方に起動輪を持ち、5個から6個の挟み込み式の転輪を装備し、生産されることのなかったE-25駆逐戦車とおそらく外観上は共通の緩衝装置を用いた。動力はマイバッハHL50エンジンから供給された。
アウトウニオンには、彼ら自身の設計による作業を中止するよう指示がなされ、替わりとしてBMWに、この任務に充てるため、ヘッツァー駆逐戦車の車体を改修する仕事が与えられた。これは（Vollkettenaufklärer 38(t) Kätzchen）と呼ばれている。

## 登場作品
小説
『鏖殺の凶鳥』（文庫名：『凶鳥〈フッケバイン〉 ヒトラー最終指令』）
武装親衛隊の装備として登場。クンメルスドルフ陸軍兵器試験場に置かれていた試作品で、同じく試験場に置かれていた試作兵器や秘密兵器などで武装したティーゲル戦闘団に4両が配備されている。